# Caloptilia scutigera
Caloptilia scutigera är en fjärilsart som först beskrevs av Edward Meyrick 1921.  Caloptilia scutigera ingår i släktet Caloptilia och familjen styltmalar. Inga underarter finns listade i Catalogue of Life.